# Lillie Devereux Blake
Lillie Devereux Blake, (Raleigh, 12 de agosto de 1833 - Englewood, 30 de diciembre de 1913) registrada como Sarah Johnson, fue una escritora, ensayista y sufragista estadounidense. Descendiente de un prominente linaje de Carolina del Norte, incursionó como escritora en 1859 y tuvo que dedicarse a ello para sostener a su familia. A partir de la década de 1870 participó activamente en los movimientos por el sufragio de la mujer en los Estados Unidos, a los cuales contribuyó con sus escritos. Fue fundadora de la Liga Nacional Legislativa, que promovía la igualdad de derechos de las mujeres en su país.

## Primeros años
Fue hija de George Pollock Devereux, quien era heredero de la plantación Runiroi, en Carolina del Norte, y Sarah Elizabeth Johnson, por quien se le nombró inicialmente. Su familia vivió en la plantación, en el condado de Bertie, hasta 1837, año en el que falleció su padre. Tomó el nombre de Lillie por éste, quien le llamaba Lily (lirio) debido a que tenía la piel pálida. La familia vendió la plantación y se trasladó a New Haven, en Connecticut.
Tuvo, junto con su hermana, una instrucción inicial en la escuela de las señoritas Agthorp, donde se le enseñó música, baile y dibujo. Posteriormente tomó cursos de bachillerato impartidos por profesores de la Universidad de Yale. Fue en este tiempo que comenzó a rechazar el papel que se le daba a la mujer en la sociedad.
Lillie llevó una vida social amena, recorriendo varios lugares, como Saratoga, Niágara, West Point, Nueva Orleans, La Habana y finalmente, Filadelfia, donde conoció al que sería su primer esposo, el abogado Frank Geoffrey Quay Umstead. Contrajo matrimonio en 1855

## Carrera como escritora
Una vez que tuvo su primera hija, en 1857, fue confinada a los quehaceres domésticos, razón por la cual comenzó a dedicarse a escribir como pasatiempo. Comenzó a publicar pequeñas historias para el Harper's Weekly y publicó su primera novela, Southworld en 1859. Dada la muerte de su esposo en ese mismo año, presumiblemente por suicidio, comenzó a dedicarse a escribir con el fin de obtener ingresos y sostener a su familia.
Escribió para varios periódicos, como el New York Leader y el Sunday Times bajo varios seudónimos. En 1861 se trasladó a Washington D. C. para fungir como corresponsal, durante la Guerra Civil, de parte del New York Evening Post, el New York World y el Philadelphia Post. A finales de la década de 1860 Lillie ya tenía reputación como escritora.
En 1866 contrajo segundas nupcias con Grinfill Blake, un comerciante neoyorquino, pero siguió manteniéndose por sí misma, gracias a sus escritos. Para la década de 1880, su obra constaba de más de 500 historias, artículos y discursos, además de cinco novelas completas.
En sus historias se presentan interesantes debates sobre la condición social de la mujer, la moral de la época y los efectos de la industrialización. En general, aboga por la libre determinación de las mujeres, por ejemplo, sus personajes luchan contra los matrimonios arreglados o el control de los hombres en la relación matrimonial.

## Activista por la igualdad de la mujer

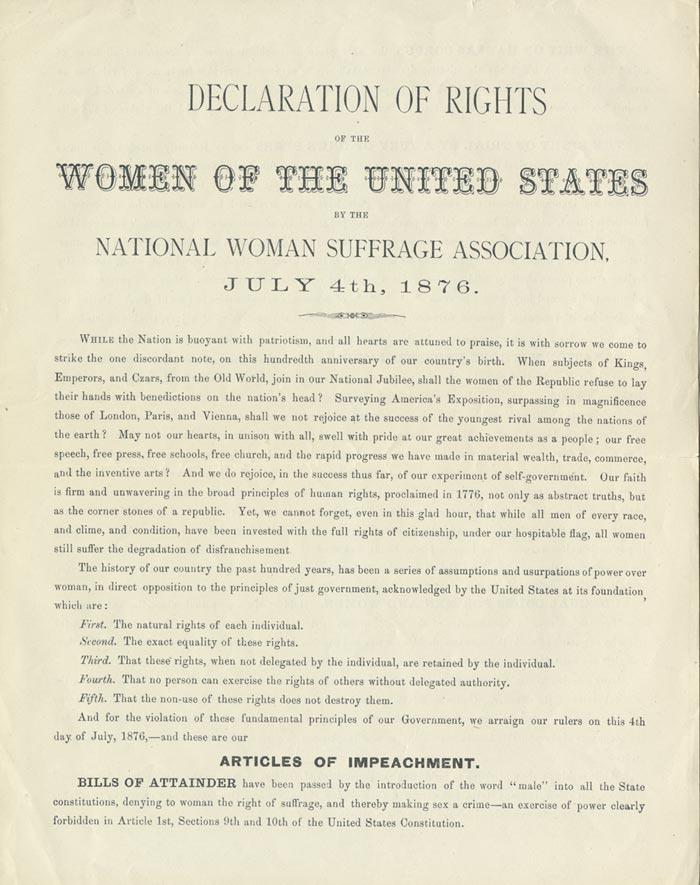
Declaración de los derechos de las mujeres de los Estados Unidos (1876), presentado por la NAWSA, en la que participó Lillie Blake.

Fue en 1869 que Lillie ingresó al movimiento sufragista. Visitó la oficina central del movimiento en Nueva York, donde conoció a Elizabeth Stanton. A partir de ese momento, comenzó a participar activamente, preparando convenciones, pugnando ante los comités de la Cámara de Representantes y del Senado, además de realizar extensas giras de conferencias.
Lideró varias campañas para lograr pensiones a las enfermeras que habían participado en la Guerra Civil, la inclusión de las mujeres en puestos directivos de organizaciones de toda índole, como el servicio civil, la policía o las instituciones educativas. También luchó para que las mujeres tuvieran la custodia conjunta de sus hijos. En 1876 firmó la Declaración de derechos de las mujeres de los Estados Unidos, con motivo del centenario de la declaración de independencia. Preocupada por la educación de las mujeres, fue una de las más activas promotoras de la creación del Barnard College (universidad para mujeres) que sería fundado en 1889.
Mantuvo una disputa con el sacerdote episcopalista Morgan Dix, quien sostenía que la inferioridad de la mujer estaba manifestada en la Biblia. En este sentido, Lillie Blake contribuyó en la creación de La Biblia de la mujer, una crítica a la Biblia y a la historia eclesiástica, publicada en 1895, que no fue bien recibida por los sectores religiosos.
Estuvo fuertemente involucrada en la National American Women Suffrage Association (Asociación Nacional por el Sufragio de las Mujeres o NAWSA). En 1900 intentó suceder a Susan B. Anthony como presidenta de la misma, pero fue derrotada por Carrie Chapman Catt. Las desavenencias con Anthony y sus seguidoras, respecto de la igualdad de la mujer, la llevaron a escindirse y fundar la Liga Nacional Legislativa. La postura de Blake era que los hombres y mujeres comparten una misma naturaleza y los roles de género son aprendidos, mientras que la postura de Anthony era la de enfatizar la naturaleza única de la mujer, entre cuyas cualidades estaba la de una innata autoridad moral.
En 1907, por medio de un reconocimiento, obtuvo 1000 dólares con los cuales viajó a Europa y se encontró con las líderes del movimiento sufragista en Londres. En esas fechas su salud comenzó a menguar, dejó de escribir y se retiró de la vida pública hasta su muerte en 1913.

## Genealogía
Por línea paterna, Lillie Devereux Blake era descendiente del que fuera gobernador colonial de Carolina del Norte, Thomas Pollock (1654-1722), razón por la que su padre fue heredero de la plantación en el río Roanoke.
Sus dos únicas hijas fueron producto de su primer matrimonio con Frank G. Q. Umsted:
- Elizabeth Devereux Blake (1857-?)

- Katherine Devereux Blake (1858-1950): activista por la igualdad de derechos, pacifista, profesora y líder de la Asociación Nacional por la Educación.[3]

## Obras
La mayoría de las obras aquí presentadas fueron recopiladas por Grace Farrel en su texto.

### Novelas
- Southwold (1859)

- Rockford; or Sunshine and Storm (1862)

- Zoe (1866)

- Forced Vows; or A Revengeful Woman's (1870)

- Fettered For Life or Lord and Master (1874)

- A Daring Experiment and Other Stories (1892)

Novelas escritas para el New York Mercury
- The Orphan

- The Mystery of Maple Cottage

- Ireton Standhis; or The False Kinsman (1867)

### Escritos de ficción en periódicos
| - My Last Conquest (1857) - A Tragedy of the Mammoth Cave (1858) - John Owen's Appeal (1860) - A Lonely House (1861) - A Wild Night Ride (1862) - The Rescued Fugitives (1862) - Carrying False Colors (1862) - A Romance of the Battle of Fair Oaks (1862) - A Midsummer Sail (1862) | - Life on the Mountains (1862) - The Slave's Revenge (1862) - My Cruise in the Dream (1862) - Brothers by Birth-Foes in the Field (1863) - Short Through the Heart: A Tragedy of Fredericsburgh (1863) - The Tenant of the Stone House (1863) - A Visit to a Fortuneteller (1864) - In Prison (1865) - The Dead Letter (1865) | - A Clap of Thunder (1866) - Found Drowned (1867) - Who Won the Prize (1871) - Ten Years' Devotion (1875) - The Vereran's Last Parade (1882) - Tessies's Merry Christmas (1883) - Lost in a Blizzard (1893) - Roses and Death (1898) |

### Poesía
- Despair (1858)

- A Coquette's Retrospection (1863)

- Reparation (1871)

- Love and Death (1873)

- The Sea People (1875)

### Ensayos
| - The Social Condition of Woman (1863) - Work for Lady Orators (1871) - The Case of Susan B. Anthony (1873) - When Women Grow Old (1874) - A Spreaker's Fright (1876) - Jailoress Jones (1876) - Silver Lake (1878) - Kate Southern (1878) - Kate Cobb's Fate (1879) - The Fables (panfleto) (1879) - The Women of Utah (1879) | - Woman's Plea for Woman: MRs. Blake on Men's Jokes at Women's Expense (1879) - Our Indian Policy (1879) - Needed Reforms: Seats for Shop Girls (1882) - Woman's Conjugal Rights (1882) - Police Matrons (1882) - Dr. Hammond's Estimate of Woman (1883) - Ladies in the White House (1885) - Notes and Comments (1886) - U.S. Grant (1886) - Are Women Fairly Paid (1886) - Martha Washington and Other Notable Women of the Revolutionary Period (1889) | - Legislative Advice (1895) - Forgotten Belles (1898) - Memory of the Civil War (1898) - Reminiscences (1899) - Objects to Prizefighting (1899) - Brutality (1899) - Co-Education (1899) - Looking Backward to Two Christmas Days of Long Ago (1904) - The Office of the Father (1904) - The Duties of the Father (1905) |